# Adhemar Montagne
Alfredo Adhemar Montagne Sánchez (Lima, 17 de noviembre de 1911-Slaugham, West Sussex, 7 de septiembre de 1995), diplomático peruano. Fue embajador del Perú en el Líbano, Marruecos, Uruguay y el Reino Unido.

## Biografía
Nacido en Lima, fue hijo Ernesto Montagne Markholz y Raquel Sánchez Benavides. Su padre y su hermano Ernesto, militares, fueron primeros ministros del Perú.
Se casó con Yolanda Molfino Queirolo, con quien tuvo una hija casada con el también diplomático Sir Alan Urwick.
Tras completar su educación en Italia, ingresó al servicio diplomático en 1932. Fue vicecónsul (1932-1937) y luego cónsul en Milán (1937-1942), cónsul general en La Habana (1942-1944), primer secretario en Washington D. C. (1944-1947) y cónsul general en Génova (1947-1957). 
En 1957, fue nombrado embajador en el Líbano, cargo que ocupó hasta 1962. Ese último año, fue designado jefe de Protocolo del Ministerio de Relaciones Exteriores. En 1964, fue nombrado primer embajador en Marruecos y concurrente en Túnez y Argelia, puestos que desempeñó hasta 1967, cuando pasó a la embajada de Uruguay. En 1969, el gobierno militar lo nombró embajador en el Reino Unido, cargo que ocupó hasta 1976. Desde entonces hasta su muerte fue consejero de la legación peruana en Londres.
Falleció en Slaugham, al sur de Inglaterra, en 1995.